# Min
Min ókori egyiptomi isten. A férfiasság, nemzőerő, termékenység istene volt, a predinasztikus kortól egészen a római időkig tisztelték. Mészkőből készült szobra maradt fenn már i. e. 3100 körülről is Koptoszban. Fő kultuszhelye Akhmím volt.
Későbbi időkben több más istenéhez hasonlóan az ő alakja is kezdett egybeolvadni Ámonéval, a karnaki templom falain Ámon-Minként ábrázolják.

## Ábrázolása
Az óegyiptomi művészetben Mint fején tollas koronával ábrázolják, termékenységisteni mivoltát hangsúlyozó merev pénisszel, kezében korbáccsal. 